# Ligny-en-Weppes
 Ligny-en-Weppes  est une ancienne commune française, située dans le département du Nord et la région Hauts-de-France. Elle a été fusionnée en 1927 pour former la commune de Beaucamps-Ligny.

## Géographie
Ligny-en-Weppes fait partie de l'agglomération Lille métropole.

## Histoire
Jusqu'en 1789, le village est régi par la souveraineté du royaume de France, puis en 1790 sous celle du Nord.
Charles-François Lefebvre-Delattre (1661-1735), écuyer, seigneur de la Fresnoy, de Ligny-en-Weppes, grand bailli de Comines, fils d'Alexandre-Floris, écuyer, seigneur des Campeaux, et de Marie-Jeanne Miroul, est baptisé à Lille le 15 décembre 1661, devient bourgeois de Lille le 30 mai 1687, et meurt à Lille le 22 décembre 1735, à 74 ans. Il épouse  le 19 mai 1687, après contrat souscrit le 17 mai 1687, Marie-Jeanne Hespel (1664-1745), fille de François-Séraphin Hespel Ier (Famille D'Hespel), et de Marie-Hippolyte Vandenberghe, baptisée à Lille le 11 novembre 1664 et y morte le 21 juillet 1745, (ou le 23 juillet 1745) à 80 ans.
Ferdinand-Joseph Lefebvre de Lattre (1694-1784), écuyer, seigneur de Ligny, est le fils de Charles-François. Il est baptisé à Lille  le 25 janvier 1694, devient bourgeois de Lille le 29 mai 1739, est convoqué aux assemblées des nobles par ordonnance du 21 avril 1736. Il meurt à Lille le 13 janvier 1784, à 87 ans. Il épouse d'abord à Lille le 18 avril 1739 Marie-Madeleine Le Cat (1691-1746), dame de la Douve, de Neuve-Église, fille de Denis, écuyer, seigneur de Beauffremez, bourgeois de Lille, licencié en droit et de Marie-Madeleine Beuvet. Baptisée à Lille le 5 janvier 1691, elle meurt à Lille le 17 décembre 1746, à 55 ans. Il prend ensuite pour femme à Lille le 22 janvier 1748 (il a 52 ans, elle a 24 ans) Marie-Philippine-Alexandrine Le Clément de Saint-Marcq (1724-1795), fille de Philippe-François, chevalier, seigneur de Saint-Marcq et de Marie-Thérèse de Lannoy. Elle nait à Lille en mars 1724 (baptisée le 14 mars 1724) et meurt à Lille le 10 novembre 1795, à 71 ans,.
Marie-Alexandre-Joseph Lefebvre de Lattre (1748-1828), dit le vicomte de Ligny, est le fils de Ferdinand-Joseph et de sa deuxième épouse. Il  est baptisé à Lille le 18 octobre 1748, est maire de Ligny et meurt à Lille le 27 mars 1828, à 79 ans. Il épouse Jeanne-Thérèse Nicolet (1761-1839), fille de Gilbert et d'Anne-Jeanne Mandonnet. Elle nait à Reims le 8 juin 1761 et meurt à Lille le 9 avril 1839, à 78 ans.
1. Alexandre-Joseph-Toussaint Lefebvre de Lattre, vicomte de Ligny, est le fils de Marie-Alexandre- Joseph. Il nait le 8 octobre 1791, est légitimé par le mariage de ses parents, devient percepteur des contributions à Flines, puis payeur général du département de l'Oise. il meurt après 1877. Il épouse à Lille le 4 septembre 1820 Augustine-Eugénie Cattaert, née à Lille le 10 août 1786, fille de Charles-Auguste-Joseph et de Marie-Joseph Fourmentel, veuve de François-Joseph Deledicque et de Barthélemi-Joseph Flament[5].

Dominique-Ferdinand-Marie Lefebvre de Lattre (1755-1824), parfois orthographié Lefebvre-,Delattre, chevalier de Ligny, est le fils de Ferdinand-Joseph et de sa deuxième épouse. Il est baptisé à Lille le 21 janvier 1755, effectue une carrière militaire : nommé enseigne aux gardes wallonnes le 5 février 1774, sous-lieutenant le 17 juillet 1777, sous-lieutenant de grenadiers le 14 novembre 1782, lieutenant le 9 octobre 1783, retraité lieutenant-colonel d'infanterie à Barcelone le 23 janvier 1786, avec les appointements correspondants, son nom étant écrit Dominique Deligny. En parallèle à cette carrière , il est reçu chevalier de l'ordre de Malte (ordre de Saint-Jean de Jérusalem à Malte) le 19 février 1776, après vérification de sa noblesse (énumération de ses aïeux et de leurs actions) et passe commandeur de cet ordre en 1817. Il meurt célibataire à Lille le 6 février 1824. Sont également intégrés à l'ordre de Malte, ses frères Félix-Séraphin, baptisé le 7 juillet 1757 et reçu chevalier de Malte le 14 juin 1788 et Pierre-François, celui-ci né le 23 décembre 1759 et reçu chevalier de Malte le 6 juin 1777.

### Depuis la Révolution française
En 1793, Ligny fait partie du département du Nord, du district et arrondissement de Lille, ainsi que du canton d'Haubourdin.
À la Révolution, la famille Lefebvre de Lattre est seigneur de Ligny et de La Fresnoye. Le château de Ligny a été la possession des familles de Ligny, de Brimeu, Guillebaut, d'Oignies, Le Sauvage, de Mol, d'Hangouart puis passa par les épouses à  la famille Lefebvre de Lattre . Ils furent les derniers seigneurs de la vicomté de Ligny de la fin du XVIIe siècle à 1808. Marie-Alexandre-Joseph Lefebvre de Lattre, (voir son état-civil ci-dessus) possède à cette date 95% du village de Ligny. Il prend part à l’assemblée de la noblesse des Bailliages de Lille et d’Arras, tenues en mars 1789, pour l’élection des députés aux états généraux. Premier maire de Ligny en 1791, il émigre à Saint-Denis (Pays-Bas autrichiens). Rentré d’émigration, il est à nouveau maire de Ligny de 1800 à 1809. Resté royaliste sous l’Empire, il héberge, en juillet 1804, dans sa résidence de Reims, le célèbre chevalier de Rougeville, qui avait lors du complot de l'œillet tenté de sauver la Reine Marie-Antoinette de la prison du Temple et est plus connu dans l’Histoire sous le nom du Chevalier de Maison-Rouge.
En 1809, le château subit un grave incendie détruisant la façade avant. Ruiné, Marie-Alexandre-Joseph, vend le château et donne sa démission. Lui succédera comme maire et châtelain Marie Louis Ignace Cardon de Garsignies (1804 Croix-1886 Ligny), chevalier de l'ordre de Saint-Grégoire le Grand, mort à 82 ans. Cette dernière famille restaure le château et le conserve jusqu'en 1892. Il passe alors à Hubert d'Espagne, marquis de Venevelles qui sera lui aussi Maire et châtelain. Ce dernier le conservera jusqu'à la fin de la première guerre mondiale. Durant la première guerre mondiale, le château de Ligny est occupé par les troupes allemandes et tout particulièrement par l'armée bavaroise. Dès le 27 octobre 1914 il sert de quartier général au commandement général de la XIIIème armée dirigée par le général von Oppeln et composée, entre autres, des fameux Uhlans bavarois et Wurtembougeois. Il verra passer dans ses murs le prince héritier de Rupprecht de Bavière à la fin de 1915. Éloigné du front, il sert par la suite et jusqu'au second semestre de 1918 de cantonnement aux différents régiments de réserve de la 6. armée bavaroise. Devant l'avance alliée d'août 1918, la retraite allemande se fait rapidement. Le château est riche des documents qui ne peuvent tomber aux mains de l'ennemi. Ne pouvant les transporter le commandement allemand ordonne la destruction du château. Le marquis de Venevelles, ayant reçu des dommages de guerre prévoit en 1920 une reconstruction du château ainsi que de la ferme et de l'église adjacentes. Seule la ferme « Perche » sera reconstruite.
En 1914, pendant la Première Guerre mondiale, le village est juste en arrière de la ligne de front. Occupé par les Allemands, l'institution scolaire sert d'hôpital. Avant de quitter le village en 1918, les Allemands dynamitèrent tout le village.
A la fin du conflit il ne reste plus que 34 habitants à Ligny. Son dernier maire, René Delesalle, maire de Ligny-en-Weppes, proposa au village de Beaucamps de fusionner les deux communes  et demandera au préfet du Nord son rattachement à la commune voisine de Beaucamps en 1927, Beaucamps-Ligny était né.
En 1982, Ligny fait partie du canton de Lomme

## Héraldique
| Blason | Blasonnement : D'azur à un écusson d'argent en abîme, au sautoir de gueules brochant sur le tout. |

## Administration
| Période                                  | Période | Identité                                          | Étiquette | Qualité |
| ---------------------------------------- | ------- | ------------------------------------------------- | --------- | ------- |
| 1792                                     | 1809    | Marie Alexandre Joseph LEFEBVRE de LATTRE         |           |         |
| 1809                                     | 1814    | Marie Louis Ignace CARDON de GARSIGNIES           |           |         |
| 1814                                     | 1833    | Charlemagne PREMESQUES                            |           |         |
| 1833                                     | 1848    | Pierre André Joseph RIDON                         |           |         |
| 1848                                     | 1860    | Eugène Louis Joseph WAYMEL                        |           |         |
| 1860                                     | 1886    | Louis, Ignace Joseph Anatole CARDON de GARSIGNIES |           |         |
| 1886                                     | 1892    | Alfred Joseph WAYMEL                              |           |         |
| 1892                                     | 1914    | Herbert de VENEVELLES                             |           |         |
| 1925                                     | 1927    | René DELESALLE                                    |           |         |
| Les données manquantes sont à compléter. |         |                                                   |           |         |

## Démographie
| 1793 | 1800 | 1806 | 1821 | 1831 | 1836 | 1841 | 1846 | 1851 |
| ---- | ---- | ---- | ---- | ---- | ---- | ---- | ---- | ---- |
| 95   | 104  | 125  | 141  | 128  | 129  | 145  | 140  | 124  |

| 1856 | 1866 | 1872 | 1876 | 1881 | 1886 | 1891 | 1896 | 1901 |
| ---- | ---- | ---- | ---- | ---- | ---- | ---- | ---- | ---- |
| 126  | 131  | 122  | 111  | 107  | 111  | 117  | 120  | 127  |

| 1906 | 1911 | 1921 | 1926 | - | - | - | - | - |
| ---- | ---- | ---- | ---- | - | - | - | - | - |
| 112  | 114  | 37   | 33   | - | - | - | - | - |